# Szép csillagos az ég
A Szép csillagos az ég francia népdal. A szövegét Rossa Ernő fordította magyarra. 
Pjotr Iljics Csajkovszkij feldolgozta Старинная французская песенка (Régi francia dalocska, más változatban  Altatódal, néha Bölcsődal) címmel.
Maga a dallam egy változata közép-európai vándormotívummá is vált, ami Giuseppino del Biado torinói zeneszerző La Mantovana című dalára, majd még korábbról a harmatáldás nevű zsidó imádság XV. századi granadai megzenésítésére megy vissza; és kelet-közép-európai kalandozásai után Izrael Állam himnuszának a dallamává is vált. Bedřich Smetana szintén felhasználta Hazám című szimfonikus költeményének Moldva tételében. 

## Kotta és dallam
Szép csillagos az ég, elcsendesült a rét,

ezüstös fényét hinti rád a holdsugár.

Már fújdogál a szél, egy tücsök hangja kél,

lágy puha fészkén elszunnyad a kismadár.

Bérceken túl, a völgyben lenn a fényes napkorong is elpihen,

Hát aludj gyermekem, álmodj csak csendesen,

a tó tükrén, az erdő mélyén csend honol.

Ó hunyd le kis szemed, hisz ágyacskád felett

virraszt anyád ki dúdolgatva így dalol:

Reggelre új nap virrad ránk,

majd játszol kergetősdit s bújócskát.

Hát aludj kedvesem, álmodj csak csendesen,

a tó tükrén, az erdő mélyén csend honol.

## Felvételek
- Pjotr Iljics Csajkovszkij:  Szép csillagos ég. Dombi Krisztina  YouTube (2014. január 16.)  (Hozzáférés: 2016. április 12.) (videó)
- Pjotr Iljics Csajkovszkij:  Szép csillagos az ég. Szmirnov Krisztina  YouTube (2011. április 25.)  (Hozzáférés: 2016. április 12.) (audió)
- Pjotr Iljics Csajkovszkij:  Csillagos az ég. Nizalowski Fanni hárfán  YouTube (2010. április 25.)  (Hozzáférés: 2016. április 12.) (videó)
- P. Tchaikovsky (П. Чайковский):  Early French song (Старинная французская песенка). Настя Аширова hegedűn  YouTube (2013. november 28.)  (Hozzáférés: 2016. április 12.) (videó)